# Obiter dictum
Obiter dictum (geralmente usado no plural, obiter dicta) é uma frase latina que significa "outras coisas ditas", ou seja, uma observação em um parecer jurídico que é "dita de passagem" por qualquer juiz ou árbitro. É um conceito derivado do common law inglês, segundo o qual uma sentença compreende apenas dois elementos: ratio decidendi e obiter dicta. Para fins de precedente judicial, a ratio decidendi é vinculante, enquanto os obiter dicta são apenas persuasivos

## Significado
Uma declaração judicial só pode ser ratio decidendi se se referir aos factos e ao direito cruciais do caso. Afirmações que não são cruciais, ou que se referem a fatos hipotéticos ou a questões jurídicas não relacionadas, são obiter dicta. Obiter dicta (muitas vezes simplesmente dicta, ou obiter) são observações ou observações feitas por um juiz que, embora incluídas no corpo da opinião do tribunal, não formam uma parte necessária da decisão do tribunal. Em uma opinião judicial, obiter dicta incluem, mas não se limitam a, palavras "introduzidas por meio de ilustração, analogia ou argumento". Ao contrário da ratio decidendi, os obiter dicta não são objeto da decisão judicial, ainda que sejam afirmações corretas de direito. O chamado Teste de Inversão de Wambaugh prevê que, para determinar se uma declaração judicial é ratio ou obiter, deve-se inverter o argumento, ou seja, perguntar se a decisão teria sido diferente, se a declaração tivesse sido omitida. Se assim for, a afirmação é crucial e é ratio; ao passo que, se não é crucial, é obiter.
Se um tribunal decidir que não tem competência para julgar um caso (ou rejeitar o caso por uma questão técnica), mas ainda assim continuar a oferecer opiniões sobre o mérito do caso, tais opiniões podem constituir obiter dicta. Outros casos de obiter dicta podem ocorrer quando um juiz faz um aparte para fornecer contexto para o parecer, ou faz uma exploração completa de uma área relevante do direito. Se um juiz, a título de esclarecimento, fornece um exemplo hipotético, isso seria obscuro, mesmo que relevante, porque não seria sobre os fatos do caso, como no caso Carlill (abaixo).
As acadêmicas da Universidade da Flórida Teresa Reid-Rambo e Leanne Pflaum explicam o processo pelo qual o obiter dicta pode se tornar obrigatório. Eles escrevem que:
Ao tomar decisões, os tribunais às vezes citam passagens de obiter dicta encontradas nos textos dos pareceres de casos anteriores, com ou sem reconhecer o status de obiter dicta da passagem citada. Uma passagem citada de obiter dicta pode tornar-se parte da holding ou decisão em um caso subsequente, dependendo do que o último tribunal realmente decidiu e como esse tribunal tratou o princípio incorporado na passagem citada.

## No Reino Unido
Sob a doutrina do stare decisis, as declarações que constituem obiter dicta não são vinculativas, embora em algumas jurisdições, como Inglaterra e País de Gales, possam ser fortemente persuasivas. Por exemplo, no caso High Trees, o Sr. Justice Denning não se contentou apenas em conceder a pretensão do locador, mas acrescentou que, se o locador tivesse procurado recuperar o aluguel atrasado dos anos de guerra, a equidade o teria impedido de fazê-lo. Dado que o senhorio não desejava recuperar qualquer renda em atraso, a adição de Denning era claramente obiter, mas esta declaração tornou-se a base para o renascimento moderno do estoppel promissório. Do mesmo modo, no acórdão Hedley Byrne & Co Ltd contra Heller & Partners Ltd, a Câmara dos Lordes considerou, obiter, que a distorção negligente poderia dar origem a um pedido de perda económica pura, ainda que, com base nos factos, uma declaração de exoneração de responsabilidade fosse eficaz para anular qualquer alegação. Além disso, no acórdão Scruttons Ltd contra Midland Silicones Ltd, Lord Reid propôs que, embora a doutrina da privação contratual impedisse os estivadores neste caso de beneficiarem da protecção de uma cláusula de isenção, no futuro essa protecção poderia ser eficaz se quatro directrizes (que ele passou a enumerar) fossem todas cumpridas. Em Carlill v Carbolic Smoke Ball Company (um caso em que uma mulher que tinha usado uma bola de fumo conforme prescrito poderia reivindicar a recompensa anunciada depois de contrair gripe), Bowen LJ disse:
Se eu anunciar ao mundo que meu cachorro está perdido, e que qualquer pessoa que traga o cão para um determinado lugar receberá algum dinheiro, será que todos os policiais ou outras pessoas cujo negócio é encontrar cães perdidos devem se sentar e me escrever um bilhete dizendo que aceitaram minha proposta? Ora, claro que não!

## Nos Estados Unidos
O obiter dicta da Suprema Corte dos Estados Unidos pode ser influente.  Um exemplo na história da Suprema Corte é o caso de 1886 Santa Clara County v. Southern Pacific Railroad Co.. Uma observação passageira do Chief Justice Morrison R. Waite, gravada pelo relator do tribunal antes da sustentação oral, agora forma a base para a doutrina de que as pessoas jurídicas têm direito à proteção sob a Décima Quarta Emenda. Se a observação do presidente Waite constitui ou não um precedente vinculante é discutível, mas decisões posteriores a tratam como tal.
Em outros casos, obiter dicta pode sugerir uma interpretação da lei que não tem relação com o caso em questão, mas pode ser útil em casos futuros.  O exemplo mais notável de tal ocorrência é a história da famosa Nota de Rodapé 4 para United States v. Carolene Products Co. (1938), que, embora rejeitando o uso da Cláusula do Devido Processo Legal para bloquear a maioria da legislação, sugeriu que a cláusula poderia ser aplicada para derrubar a legislação que tratava de questões de "direito fundamental". Este obiter dictum é geralmente considerado como tendo levado à doutrina do escrutínio rigoroso (e subsequentemente escrutínio intermediário) em casos de discriminação racial, religiosa e sexual, articulada pela primeira vez em Korematsu v. United States (1944). O julgamento de Korematsu v. United States foi condenado pelo mesmo tribunal em obiter dictum em Trump v. Hawaii (2018).

## Julgamentos ou opiniões divergentes
Os argumentos e a fundamentação de uma sentença dissidente (como esse termo é usado no Reino Unido e na Austrália) ou de uma opinião discordante (o termo usado nos tribunais dos Estados Unidos) também constituem obiter dicta. Estes, no entanto, também podem ser citados caso um tribunal determine que sua decisão anterior estava errada, como quando a Suprema Corte dos Estados Unidos citou o juiz Oliver Wendell Holmes Jr. s dissidência em Hammer v. Dagenhart quando derrubou Hammer nos Estados Unidos v. Darby Lumber Co.
Em Shaw v DPP [1962] um editor do Ladies Directory (um guia para prostitutas de Londres) foi condenado por "conspiração para corromper a moral pública". Recorreu alegando a inexistência de tal delito. A Câmara dos Lordes rejeitou o recurso, criando um novo crime. O Visconde Simonds disse: "... resta nos Tribunais um poder residual... conservar o bem-estar moral do Estado, e ... proteja-o contra-ataques que podem ser os mais insidiosos porque são novos e despreparados para isso." Em um julgamento dissidente, Lord Reid disse: "O Parlamento é o lugar apropriado, (...) [criar novas leis penais]. Onde o Parlamento teme pisar não é que os tribunais se precipitem". Posteriormente, Lord Reid foi o principal juiz em Knuller v. DPP, um caso sobre difamação obscena em que um editor foi acusado de "conspiração para corromper a moral pública". Neste caso, Lord Reid disse que ainda discordava da decisão da maioria em Shaw, mas no interesse da certeza ele não iria derrubar Shaw.

## Semble
Semelhante a obiter é o conceito de semble (francês normando para "parece"), indicando que o ponto é incerto ou representa apenas a opinião do juiz. Por exemplo, em Simpkins v Pays (1955), uma avó, neta e um hospedeiro entraram em competições semanais no Sunday Empire News. A cada semana, as três mulheres juntas faziam uma previsão e cada uma contribuía para o custo da entrada; mas era o nome da avó que estava no cupom. A avó recebeu 750 libras em prêmio em dinheiro e se recusou a compartilhá-lo com os outros dois. O inquilino processou com sucesso um terço do prêmio em dinheiro; mas Sellers J acrescentou que a neta também deveria receber £ 250, mesmo que ela não tivesse sido parte na ação.